# Francisco Bernabé
Pour les articles homonymes, voir Bernabé.
Francisco Martín Bernabé Pérez, né le 3 avril 1970, est un homme politique espagnol membre du Parti populaire (PP).
Il est élu député lors des élections générales de juin 2016 mais quitte son mandat de parlementaire national lorsqu'il est nommé délégué du gouvernement dans la région de Murcie en novembre 2017.

## Biographie

### Vie privée
Il est marié et père de cinq enfants.

### Profession
Il est licencié en droit et titulaire d'un master en pratiques juridiques et d'un master en conseil juridique d'entreprises. Il est avocat.

### Carrière politique
Il a été maire de La Unión de 2007 à 2014, député à l'Assemblée régionale de Murcie en 2015 et conseiller chargé du développement de la région de Murcie de 2014 à 2016.
Le 26 juin 2016, il est élu député pour Murcie au Congrès des députés.